# Trattato di Yandaboo
Il trattato di Yandaboo (oppure trattato di Yandabo), è un trattato stipulato fra l'Impero britannico e la Birmania sotto la Dinastia Konbaung nel 1826.

## Storia
Il trattato venne firmato il 24 febbraio 1826 e segnò la fine della Prima guerra anglo-birmana. Il trattato stabilì che gli inglesi entrassero in possesso dell'Arakan e delle province, prima siamesi e poi birmane, di Ye, Tavoy e Mergui, ossia il Tenasserim. Furono imposte anche sanzioni al regno konbaung e i birmani furono costretti ad accettare la presenza temporanea dei britannici nella loro capitale, Ava.
Durante il XVIII secolo la Birmania si era estesa molto, anche in direzione ovest, conquistando Arakan e Manipur e quindi andando a far confliggere i propri interessi con quelli dell'Impero britannico, che stava conquistando anche l'India. Nacquero così tensioni nell'attuale zona dell'Assam che sfociarono nella prima guerra anglo-birmana, in cui intervennero anche i siamesi. Con la sconfitta birmana e quindi il trattato di Yandaboo ci fu un periodo di pace che durò circa venticinque anni, fino al 1852.